# Delaney Building
Das Delaney Building ist ein achtstöckiges Gebäude in Spokane, USA. Das Delaney Building hat als Besonderheit einen gegen Erde isolierten freistehenden Sendeturm auf dem Dach, der zur Verbreitung des Programms von KSBN auf 1230 kHz dient. Als Erdung wird ein Gegengewicht verwendet, das aus mehreren Drähten besteht, die zu umliegenden Gebäuden gespannt sind. Selbststrahlende Sendetürme auf Hausdächern sind sehr selten, da diese Anordnung hohe unerwünschte Raumwellenstrahlung erzeugt.